# Tradycjonalizm katolicki

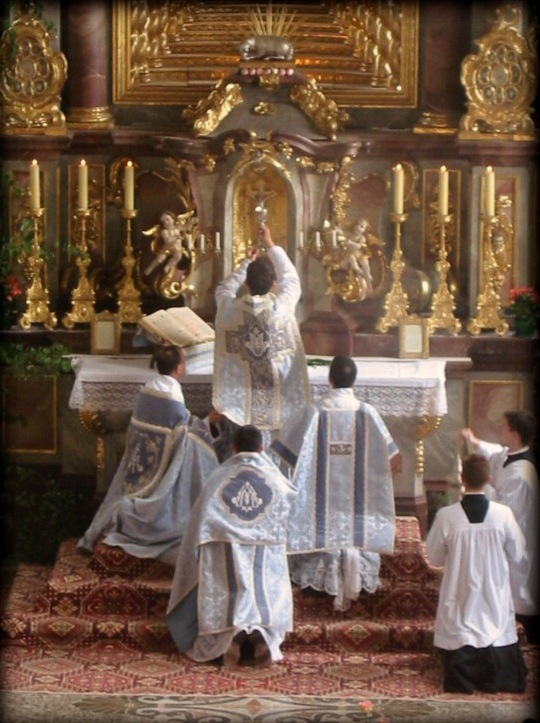
Trydencka Msza św. solenna

Tradycjonalizm katolicki – termin określający nurt katolicyzmu, charakteryzujący się zamiłowaniem do starych zwyczajów Kościoła, sprzed Soboru Watykańskiego II i pielęgnowaniem liturgii rzymskiej w jej formie klasycznej. W swojej skrajnej formie jest sprzeciwem wobec decyzji papieży z lat 60., 70. i 80. o zmianach w Kościele i przeobraża się w schizmę – separację od Kościoła katolickiego, uznawanego wówczas za „nieprawowierny”.

## Tradycjonalizm wewnątrz Kościoła katolickiego
Tradycjonalizm katolicki to treść nauczania wspólnot „tradycyjnokatolickich” (pozostających, mimo reform, w jedności z papieżem) oraz całość przyjętych w nich zasad odnoszących się do wiary, moralności, życia religijnego (m.in. praktyk liturgicznych i pobożnościowych) i funkcjonowania Kościoła (np. praktykowanie zniesionych postów).
Wybrane wspólnoty używające mszału przedsoborowego zatwierdzone przez papieża, i uznające jego zwierzchnictwo:
- Bractwo Kapłańskie Świętego Piotra (FSSP)
- Instytut Dobrego Pasterza (IBP)
- Instytut Chrystusa Króla Najwyższego Kapłana (ICRSS)
- Synowie Najświętszego Odkupiciela (FSsR)
- Kanonicy Regularni Świętego Jana Kantego (SJC)
- Bractwo Świętego Wincentego Ferreriusza (FSVF)

Do tego można wymienić Bractwo Kapłańskie Świętego Piusa X (FSSPX), które nie jest zatwierdzone przez papieża, ale uznaje go za głowę Kościoła.

## Tradycjonalizm w opozycji wobec Watykanu

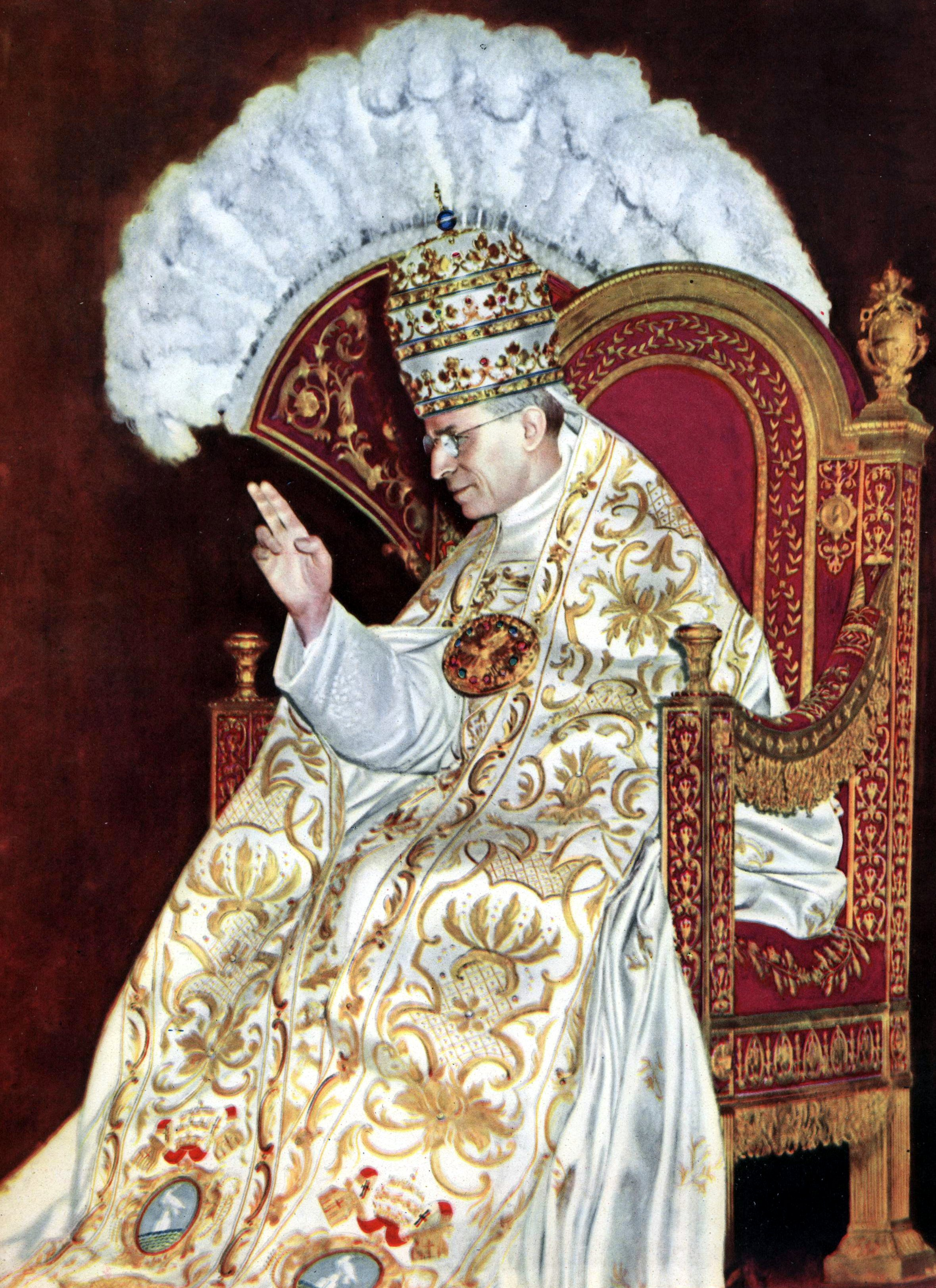
Pius XII - ostatni katolicki papież według tradycjonalistów.

Tradycjonalizm w swojej skrajnej postaci doprowadził część katolików do poglądów sedewakantystycznych, sedeprywacjonistycznych lub nawet konklawistycznych i, w konsekwencji, do zerwania łączności z Kościołem rzymskokatolickim. Ma on swoje korzenie w sprzeciwie części duchowieństwa i wiernych wobec zmian w niektórych praktykach Kościoła katolickiego, zaprowadzonych po Soborze Watykańskim II. Przedstawiciele tego nurtu krytykują w szczególności zmiany w obrzędach liturgicznych, wprowadzone po Vaticanum Secundum.
Wśród błędów Kościoła posoborowego, tradycjonaliści wskazują m.in.: uznanie przez Kościół wolności religijnej, fałszywe pojmowanie ekumenizmu (tzw. irenizm) oraz prowadzenie dialogu z religiami niechrześcijańskimi (judaizmem, islamem itd.). Według nich te działania i wynikające z nich konsekwencje doktrynalne opacznie interpretują dogmatyczne definicje Kościoła Chrystusowego oraz prymatu papieskiego.
Tradycjonaliści ci oskarżają hierarchów Kościoła o głoszenie poglądów modernistycznych, potępionych przez papieża św. Piusa X w encyklice Pascendi Dominici Gregis w 1907 roku, a także o liberalizowanie Kościoła Chrystusowego. Tradycjonaliści za główną lub jedyną właściwą formę Mszy św. uważają ryt rzymski w formie sprzed reform Pawła VI, twierdząc, iż posoborowa reforma liturgii sprotestantyzowała obrzędy mszy św. i usunęła z niej wiele istotnych elementów. Swoje twierdzenia w tym zakresie opierają na ocenie danej przez papieża Leona XIII w liście apostolskim Apostolicae curae z 13 września 1896 r., który stwierdził nieważność protestanckiej eucharystii oraz anglikańskich święceń.
Tradycjonaliści krytykują również Bractwo Kapłańskie Świętego Piusa X za, jak twierdzą, ustępliwość, niekonsekwencję i niespójność logiczno-teologiczną, gdyż uznaje ono papieża, twierdząc jednocześnie, iż ten się myli.
Wśród grup tradycjonalistycznych pozostających poza Kościołem rzymskokatolickim, warto wymienić:
- Bractwo Kapłańskie Świętego Piusa V
- Instytut Matki Dobrej Rady
- Kościół Palmariański
- Prawdziwy Kościół Katolicki
- Kościół Rzymskokatolicki Michała I